# Воробйов Олексій Васильович
Олексі́й Васи́льович Воробйо́в — солдат (станом на травень 2019-го — молодший сержант) Збройних сил України, учасник російсько-української війни.

## Нагороди
2 серпня 2014 року — за особисту мужність і героїзм, виявлені у захисті державного суверенітету та територіальної цілісності України, вірність військовій присязі під час російсько-української війни, солдат Олексій Воробйов відзначений — нагороджений орденом «За мужність» III ступеня.